# ویلبر جی.آدام
ویلبر جی. آدام (به انگلیسی: Wilbur G. Adam)(۲۳ ژوئیه ۱۸۹۸ – ۲۳ مارس ۱۹۷۳) نقاش و تصویرگر آمریکایی بود که بین سینسیناتی و شیکاگو کار می‌کرد. او به خاطر نقاشی پرتره و مناظر غرب ایالات متحده معروف بود و در بخش آخر کار خود بر تصاویر کتاب مقدس تمرکز کرد.

## سنین جوانی و تحصیل
آدام در سال ۱۸۹۸ در منطقه تاریخی کوه آبرن (اوهایو) سینسیناتی به دنیا آمد. او یکی از پنج فرزند کفاش مهاجر آلمانی، جیکوب آدام و همسرش الانور بود.
او در سال ۱۹۱۶ از دبیرستان هیوز سینسیناتی فارغ‌التحصیل و در آنجا به عنوان «بهترین هنرمند» انتخاب شد.
آدام در سال ۱۹۱۲ آموزش هنر خود را در آکادمی هنر سینسیناتی زمانی که دانش آموز دبیرستان بود و بعداً در حالی که به صورت نیمه وقت در شرکت چاپ و چاپ سنگی ایالات متحده در نوروود، اوهایو کار می‌کرد، آغاز نمود. وی زیر نظر بسیاری از هنرمندان مشهور سینسیناتی مانند هرمان وسل (۱۸۷۸–۱۹۶۹)، جیمز روی هاپکینز (۱۸۷۷–۱۹۶۹)، لوئیس هنری میکین (۱۸۵۰–۱۹۱۷)، فرانک دوونک (۱۸۴۸–۱۹۱۹) و کارولین لرد (۱۸۶۰–۱۹۱۹) تحصیل کرد.
در سال ۱۹۱۷ او و گروهی از هنرمندان جوان آکادمی هنر سینسیناتی از جمله بیل بولمن، جورج فتیک، کارل هاس، آرتور هلویگ، جان هولمر و دیک سندرز یک استودیوی مشترک را در مرکز شهر سینسیناتی در ضلع جنوبی خیابان سوم به نام راست استودیو راه اندازی کردند.

## شغل حرفه ای

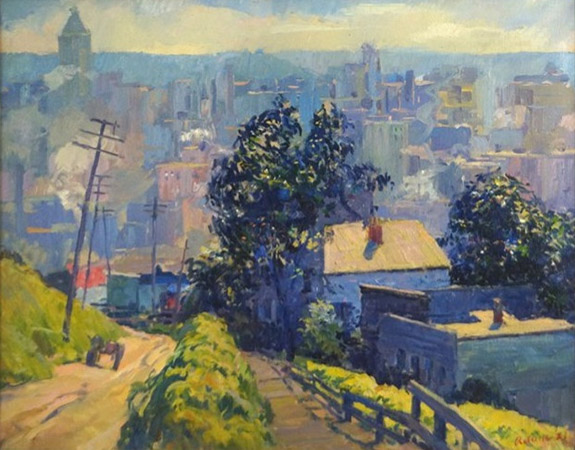
تپه صومعه (۱۹۲۲). رنگ روغن روی بوم. در نمایشگاه تک نفره آدام در سال ۱۹۲۲ در گالری کلسون به نمایش گذاشته شد. در سال ۲۰۱۵ در حراج فروخته شد.

برافراشته (۱۹۲۶) اثر Wilbur G. Adam. رنگ روغن روی بوم. ۲۷٫۵ x ۳۴٫۵ اینچ. اولین بار در نمایشگاه سالانه مؤسسه هنر شیکاگو در سال ۱۹۲۷ به نمایش گذاشته شد. در سال ۲۰۱۱ به حراج گذاشته شد..

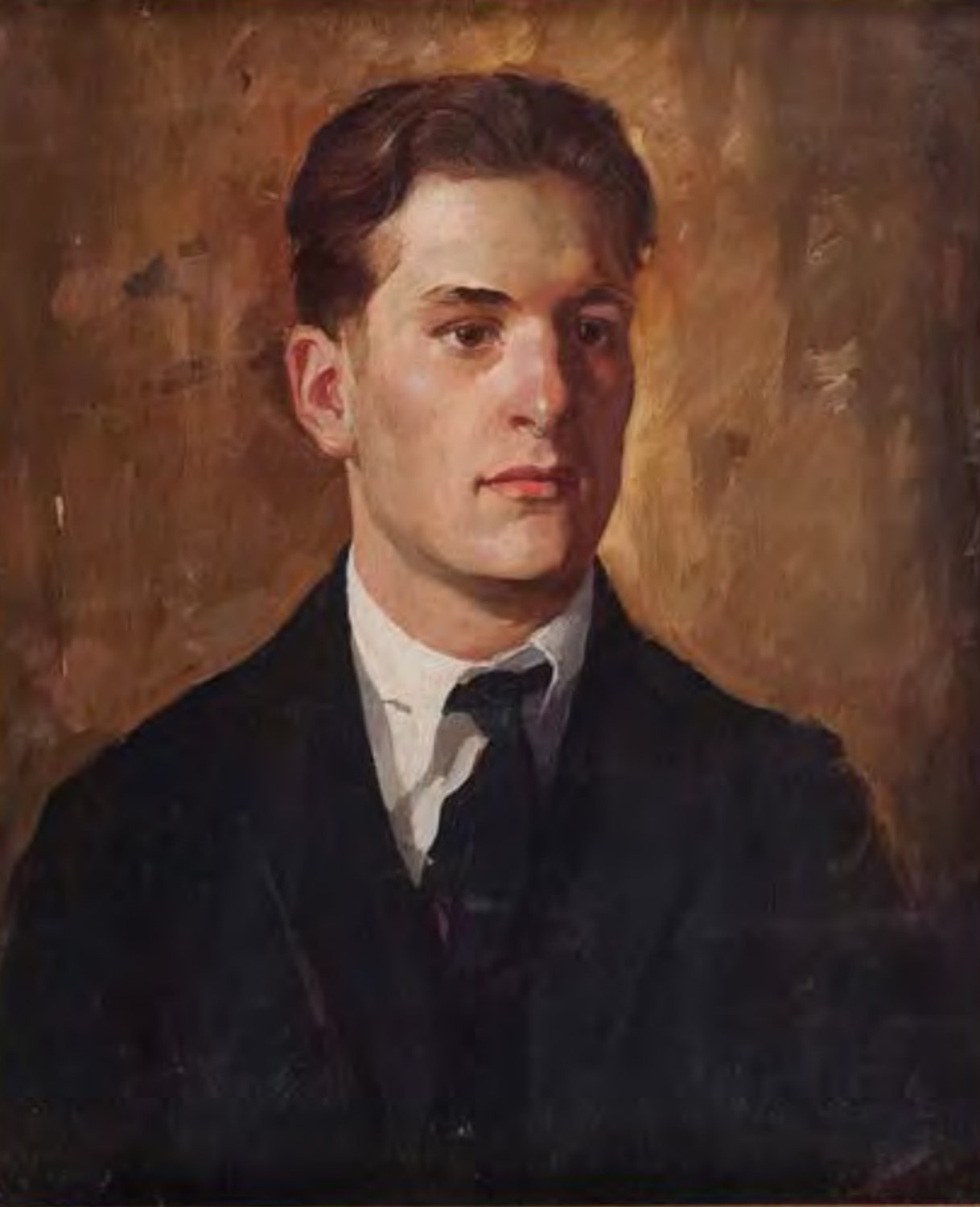
پرتره یک مرد جوان (۱۹۲۲)، نقاشی آدام از همکار هنرمند پل چیدلاو، در سال ۲۰۱۴ به حراج گذاشته شد.

او در سال ۱۹۱۹ به باشگاه هنری سینسیناتی پیوست.
در سال ۱۹۲۱ جایزه دوم را در مسابقه بورس تحصیلی Chaloner پاریس در آکادمی ملی طراحی (نیویورک) به دست آورد. او یک هنرمند مهمان در سال ۱۹۲۱ و دوباره در سال ۱۹۲۹ در بنیاد لوئیس کامفورت تیفانی در خلیج اویستر، لانگ آیلند، نیویورک بود.
در سال ۱۹۲۵ استودیویی را در شیکاگو راه اندازی نمود و در آنجا سفارش‌های متعددی برای کارهای پرتره دریافت کرد. در سال ۱۹۲۵، جایزه پیبادی مؤسسه هنر شیکاگو را برای رقصنده کوچک به دست آورد.

دختر کولی در سال ۱۹۲۷ نقاشی شد و نمونه ای از آثار آدام است. پالت روشن آن و الگوی تزئینی و گرافیکی روی پس‌زمینه نشان‌دهنده علاقه او به طراحی است. توانایی او به‌عنوان یک نقاش را می‌توان در روشی که بازتاب‌های ساتن مجلل روسری و بالاپوش کولی را به تصویر کشید، مشاهده کرد. موزه هنر سینسیناتی.

رقصنده کوچک (۱۹۲۵). برنده جایزه Peabody در سال ۱۹۲۵ مؤسسه هنر شیکاگو آمریکا.

Saucer Burial
from Porgy & Bess (۱۹۳۰) در نمایشگاه مؤسسه هنر شیکاگو به نمایش گذاشته شد.